# La resa dei conti (film 1966)
La resa dei conti è un film del 1966 diretto da Sergio Sollima.
Western all'italiana considerato il più famoso del regista, nonché tra i più apprezzati del filone spaghetti western.

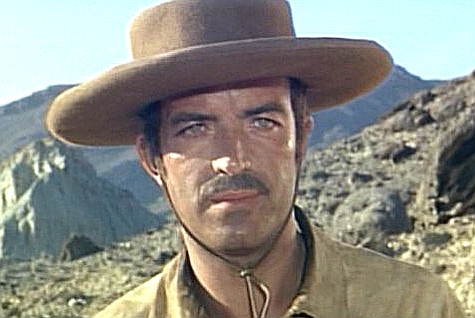
Ángel del Pozo nel ruolo di Chet Miller

## Trama
Texas. Jonathan Corbett, famoso pistolero e cacciatore di taglie, dopo aver portato a termine l'ennesima caccia decide di ritirarsi, meditando di darsi alla politica. Il facoltoso latifondista Brokston, anch'egli candidato, lo ospita nella sua villa in occasione del ricevimento nuziale di sua figlia Lizzie, per offrirgli la propaganda elettorale, ma al tempo stesso sfruttare la personalità di Corbett per ricevere l'appoggio nella costruzione di una ferrovia che colleghi, passando per il Texas, gli Stati Uniti al Messico.
Nel corso della festa arrivano due uomini, i quali chiedono aiuto a Brokston per catturare il giovane messicano Cuchillo Sanchez, accusato di aver stuprato e ucciso una dodicenne. Brokston coglie un'ulteriore occasione per ottenere consensi, affidando l'incarico a Corbett. La caccia è lunga e lo scaltro Cuchillo, così soprannominato perché abilissimo con i coltelli, riesce sempre a eludere il suo inseguitore, fino a fuggire in Messico. Corbett, una volta giuntovi, cerca il sostegno del capitano Segura, ma questi, oltre a rifiutare, lo arresta dopo una rissa; in cella ritrova lo stesso Cuchillo, il quale prima di evadere gli dice, senza rivelarne il nome, di conoscere chi è il vero colpevole. Grazie all'intervento di Brokston, Corbett viene rilasciato, e il latifondista decide di catturare Cuchillo assoldando dei banditi, i quali commettono atti di violenza sugli abitanti del villaggio, pur di estorcere il nascondiglio del giovane, nel frattempo rifugiatosi da sua moglie Rosita.
Il giorno dopo parte per la caccia anche Corbett, insieme a Brokston, suo genero Chet, il barone Von Schulenberg e i loro uomini. Ma Corbett la sera precedente era riuscito a capire la verità, della quale lo stesso Brokston era a conoscenza: la sera prima delle nozze, Chet e i due uomini che erano poi andati alla festa, ridotti in stato di ubriachezza, avevano stuprato e ucciso la ragazzina; Cuchillo aveva assistito alla scena ed era stato incolpato. Brokston aveva taciuto l'episodio per evitare uno scandalo e poi fatto uccidere i due complici. Corbett finge di partecipare alla cattura sparpagliando gli uomini. Giunti su una collina fa ritrovare faccia a faccia Cuchillo e Chet, i quali si sfidano in un duello.
Pochi minuti dopo accorre Brokston, il quale, vedendo il cadavere del genero, esorta Corbett a uccidere Cuchillo una volta per tutte; l'ex bounty killer dice di aver avuto più volte la possibilità di ammazzarlo, ma non era pienamente convinto della sua colpevolezza. Brokston considera il gesto del rifiuto come un tradimento, offrendo al barone la possibilità di sfidare il pistolero; nonostante venga ferito ad una spalla, Corbett riesce ad ammazzare Von Schulenberg, e qualche istante dopo, grazie al provvidenziale aiuto di Cuchillo, a sbarazzarsi anche di Brokston. Il messicano è finalmente libero e le strade dei due si dividono.

## Produzione
Protagonisti del film dovevano essere Gian Maria Volonté, per la parte del messicano, e Lee Van Cleef, che era ancora sotto contratto con Alberto Grimaldi. Ma Sergio Sollima non era convinto di Volonté, poiché riteneva che avrebbe dato un'impronta troppo "politica" alla pellicola. Volle invece per quella parte Tomas Milian, che riteneva perfetto ma che allora il pubblico italiano non era ancora abituato a vedere recitare nel cinema di genere, provenendo da un cinema più colto, anche se aveva già interpretato la parte del messicano nel film western The Bounty Killer.

## Colonna sonora
La colonna sonora, composta da Ennio Morricone, è stata pubblicata in Italia dall'etichetta Parade-Eureka, in formato LP, nel 1968. Nello stesso anno è stata distribuita anche negli USA e nel Regno Unito dall'etichetta United Artists Records, sempre nello stesso formato. L'edizione originale prevede 13 tracce, con titoli in italiano, nell'edizione italiana, e in inglese, nelle edizioni statunitense e britannica.
A partire dal 2001 sono state prodotte inoltre numerose ristampe italiane, giapponesi e statunitensi, in formato LP e CD, con l'aggiunta di diverse tracce.
Fin dal 1967 sono stati pubblicati inoltre alcuni 45 giri, comprendenti brani estratti dalla colonna sonora, talvolta in split con la colonna sonora del film Per qualche dollaro in più, musicato sempre da Morricone.

### Tracce
LP Eureka (1968), Italia
1. Run Man Run
2. La vedova
3. La caccia
4. La corrida
5. Dopo la condanna
6. Primo deserto
7. La condanna
8. La resa
9. Seconda caccia
10. Arriva Cucillo
11. Seconda condanna
12. Secondo deserto
13. Corri uomo corri

LP United Artists Records (1968), USA/GB
1. "The Big Gundown" (Main Title) – 2:34
2. The Widow – 1:09
3. Run, Man, Run (Vocal) – 2:59
4. The Bullfight – 1:49
5. After The Verdict – 1:40
6. First Desert – 2:23
7. "The Big Gundown" – 2:16
8. The Verdict – 2:40
9. The Surrender – 1:10
10. Cucillo Arrives – 0:45
11. Normoni Choir – 1:45
12. Second Desert – 1:21
13. The Big Gundown (End Title) – 1:00

Durata totale: 23:31

## Distribuzione
Il film è stato distribuito in Italia con il titolo La resa dei conti a partire dal 3 marzo 1967; in Spagna come El halcón y la presa dal 29 novembre 1966; in Finlandia Luodin laki dal 2 agosto 1968; negli Stati Uniti The Big Gundown dal 21 agosto 1968; in Svezia En blodig kniv - ett dödande skott dal 14 aprile 1969; in Francia Colorado dal 4 giugno 1969; in Germania Ovest Der Gehetzte der Sierra Madre dal 27 giugno 1975.

## Accoglienza

### Critica
(Segnalazioni cinematografiche, vol. 61, 1967)
(Massimo Bertarelli Il Giornale, 17 febbraio 2003)
(FilmTv.it)

## Sequel
L'anno dopo, nel 1968, il film ebbe un seguito intitolato Corri uomo corri, con il ritorno di Sollima alla regia e Milian come protagonista.